# Yongah Hill Immigration Detention Centre

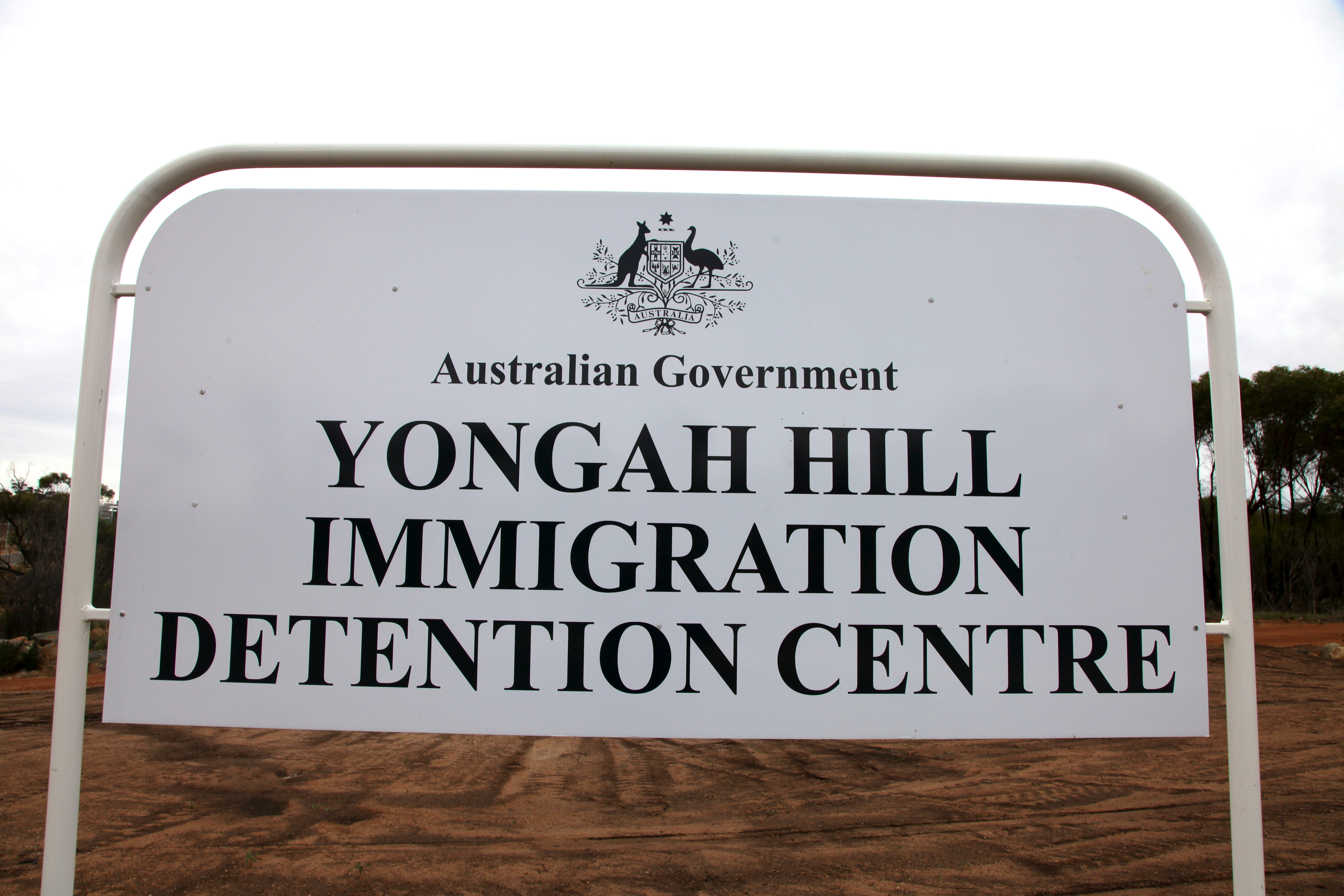
Schild des Lagers (2012)

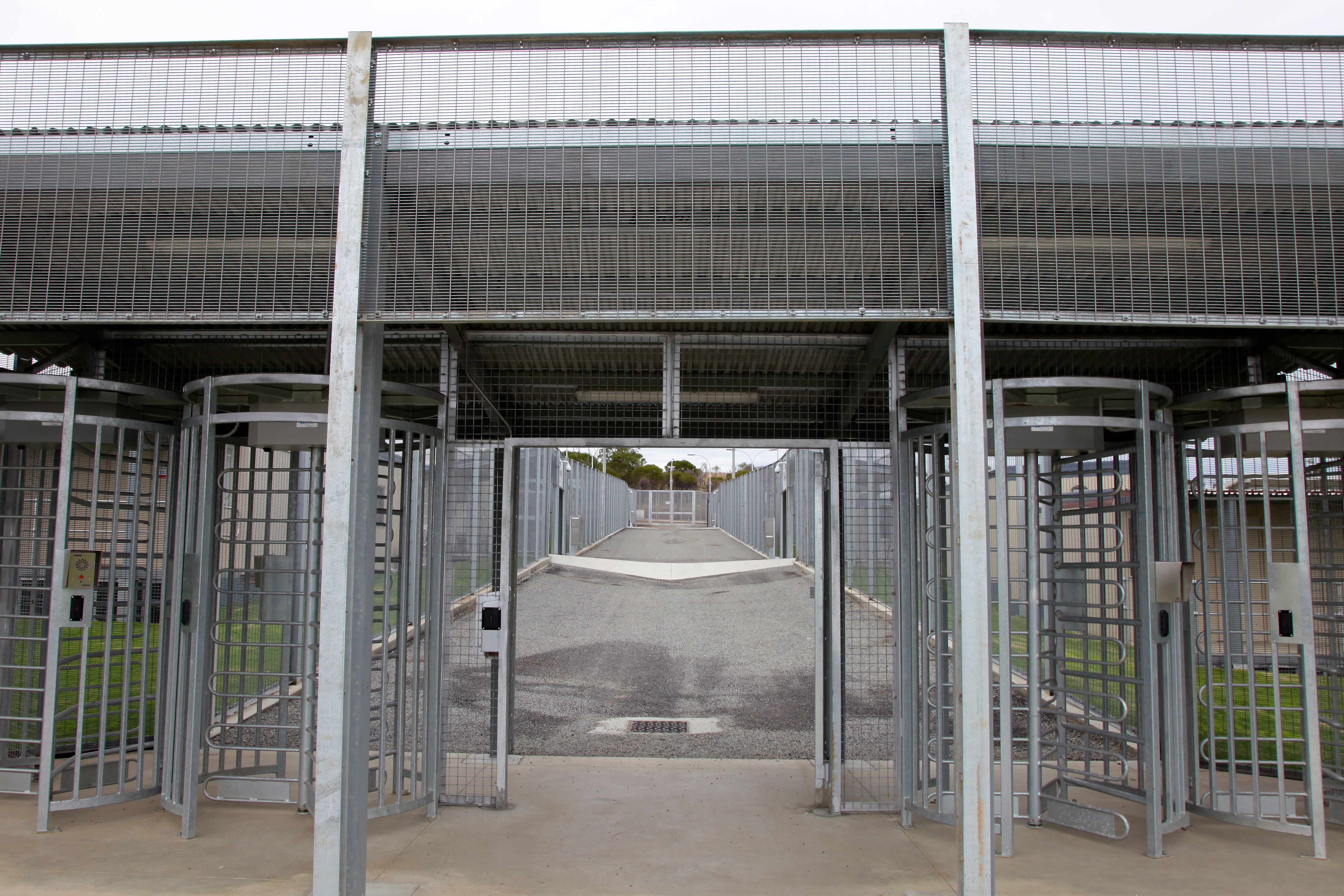
Gesicherter Ein- und Ausgang ins Yongah Hill Detention Centre (2012)

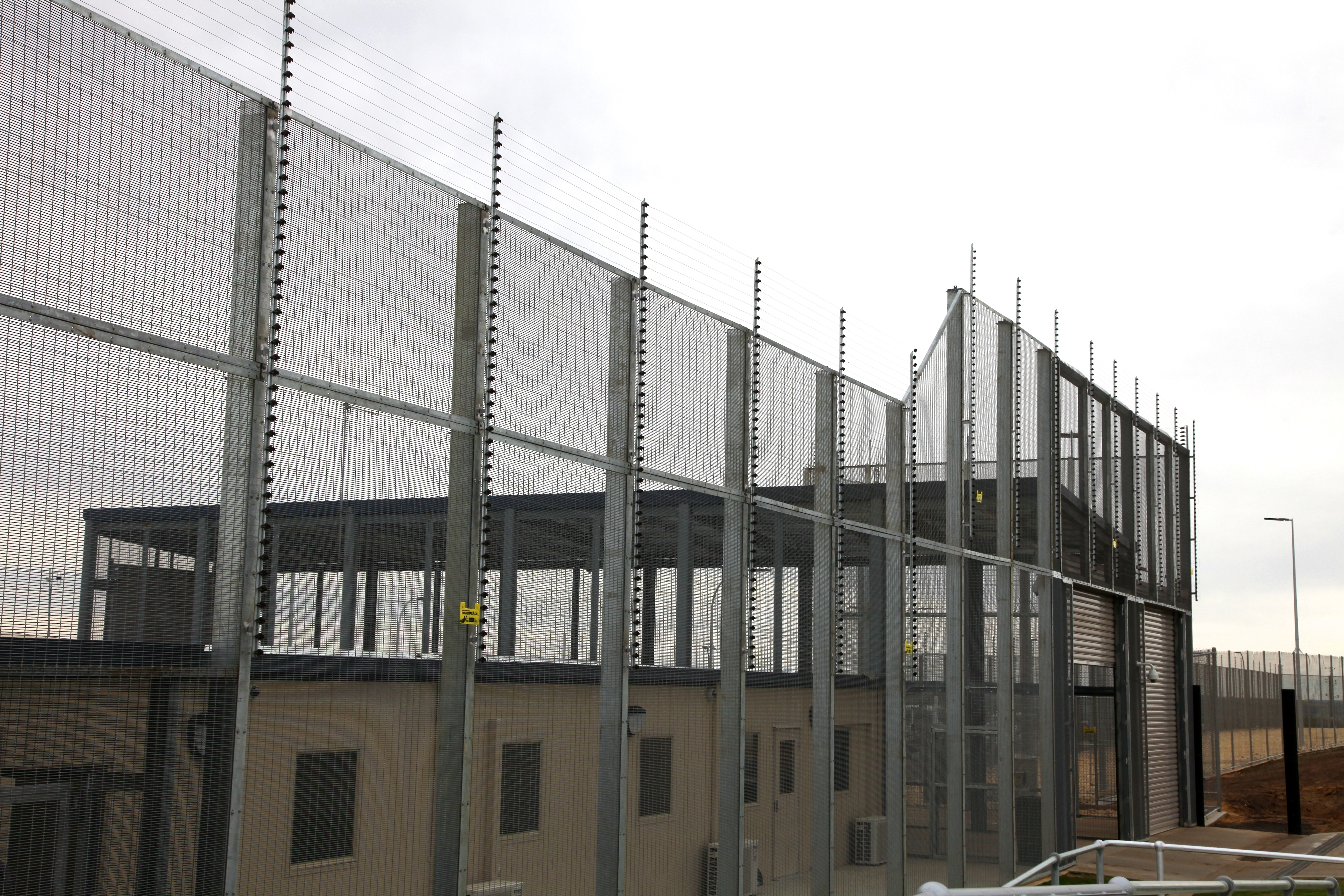
Elektrischer Außenzaun (2012)

Das Yongah Hill Immigration Detention Centre (deutsch: Yongah-Hill-Einwanderungshaftanstalt) ist ein Hochsicherheitslager für Boatpeople in Australien. Das Flüchtlingslager, in dem Männer in Einwanderungshaft entsprechend der praktizierten Migrations- und Asylpolitik Australiens festgehalten werden, liegt etwa 95 Kilometer östlich von Perth, der Hauptstadt von Western Australia und 15 Kilometer von Northam entfernt.
Das Flüchtlingslager wurde am 27. Juni 2012 mit einem sogenannten mittlerem Risikostandard in Betrieb genommen und mit entsprechenden Personen belegt worden. Es sollte maximal 600 Personen aufnehmen, davon je 150 in jedem Lagerkomplex. Im Jahr 2017 beschloss das australische Parlament, dass es mit AUD 27,427 Millionen saniert und zwei der vier Gebäudekomplexe zu einem Hochsicherheitskomplex im Lager umgebaut werden soll. In dem Hochsicherheitsbereich sollte Platz für 120 Personen sein.

## Lager

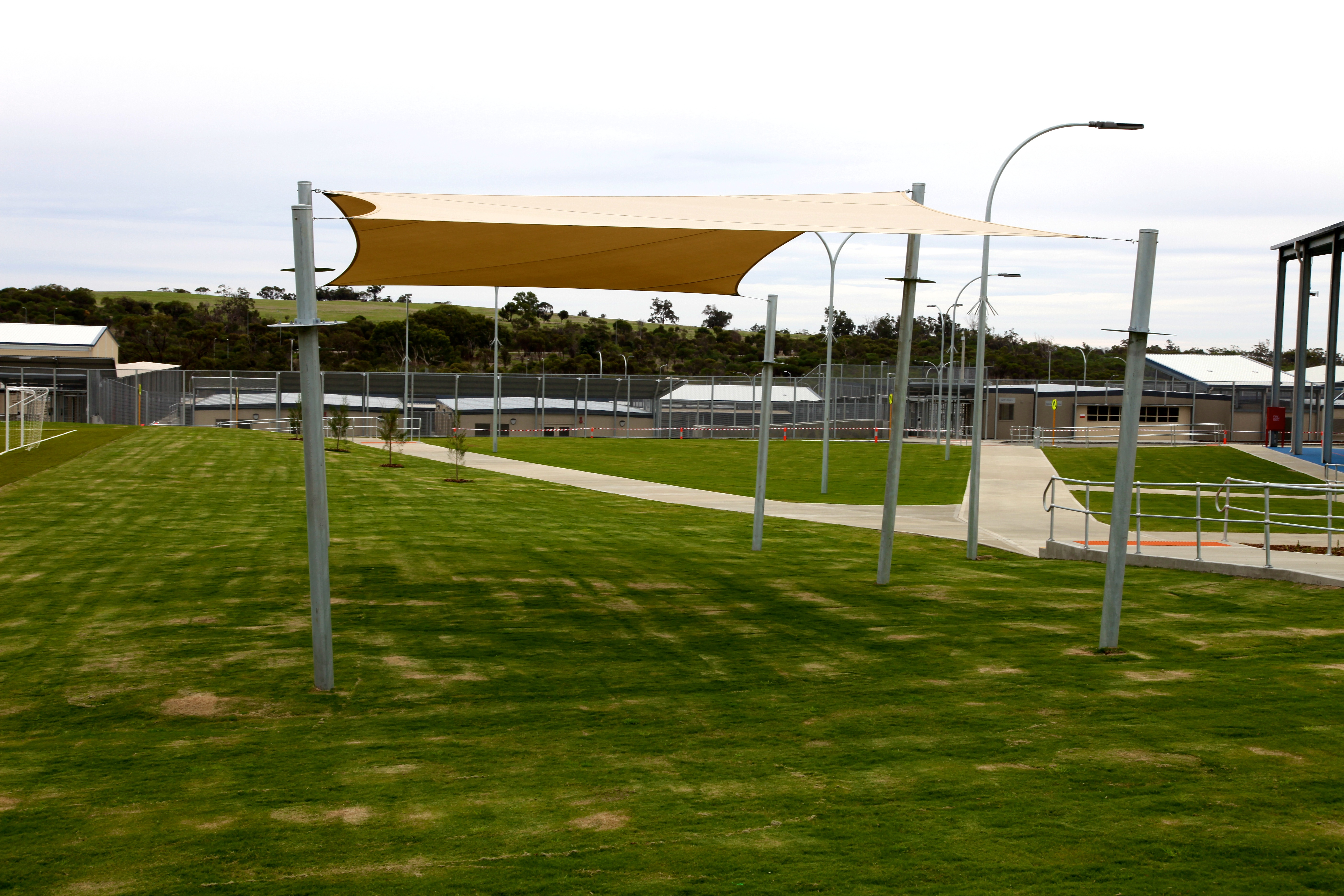
Das sogenannte "Grüne Herz" des Lagers

Das Flüchtlingslager besteht aus vier Lagerkomplexen mit den Namen Eagle (Adler), Falcon (Falke), Hawk (Habicht) und Swan (Schwan). Sie sind mit alleinstehenden Männern über 18 Jahre mit einer Kapazität von je 150 Personen belegbar.
Das Hochsicherheitslager wird durch bis zu 5,10 Meter hohe innere Zäune abgegrenzt. Die Außenzäune sollen ausgerüstet mit Stacheldraht und Überwachungskameras Fluchten verhindern. Innerhalb des Lagers gibt es Sicherheitstüren und -tore, die neben den Zäunen die Lagerkomplexe unterteilen.
Im Lager gibt das sogenannte „Green Heart“ (deutsch: „Grünes Herz“), ein großes Freizeitgelände, das von 8:00 bis 20:00 Uhr für Freizeitaktivitäten genutzt werden kann, außer in der Mittagszeit.

### Unterbringung

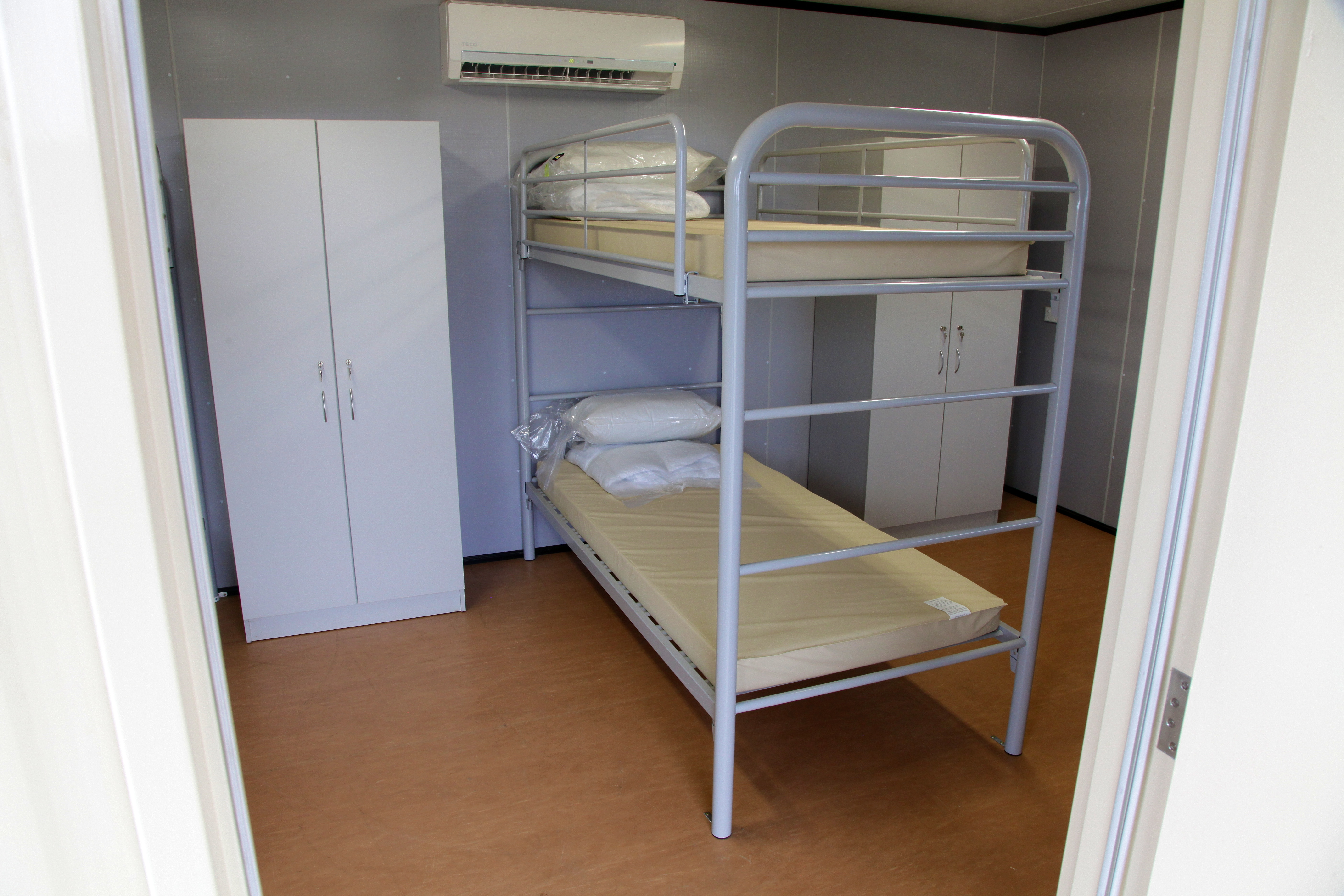
Doppelstockbett

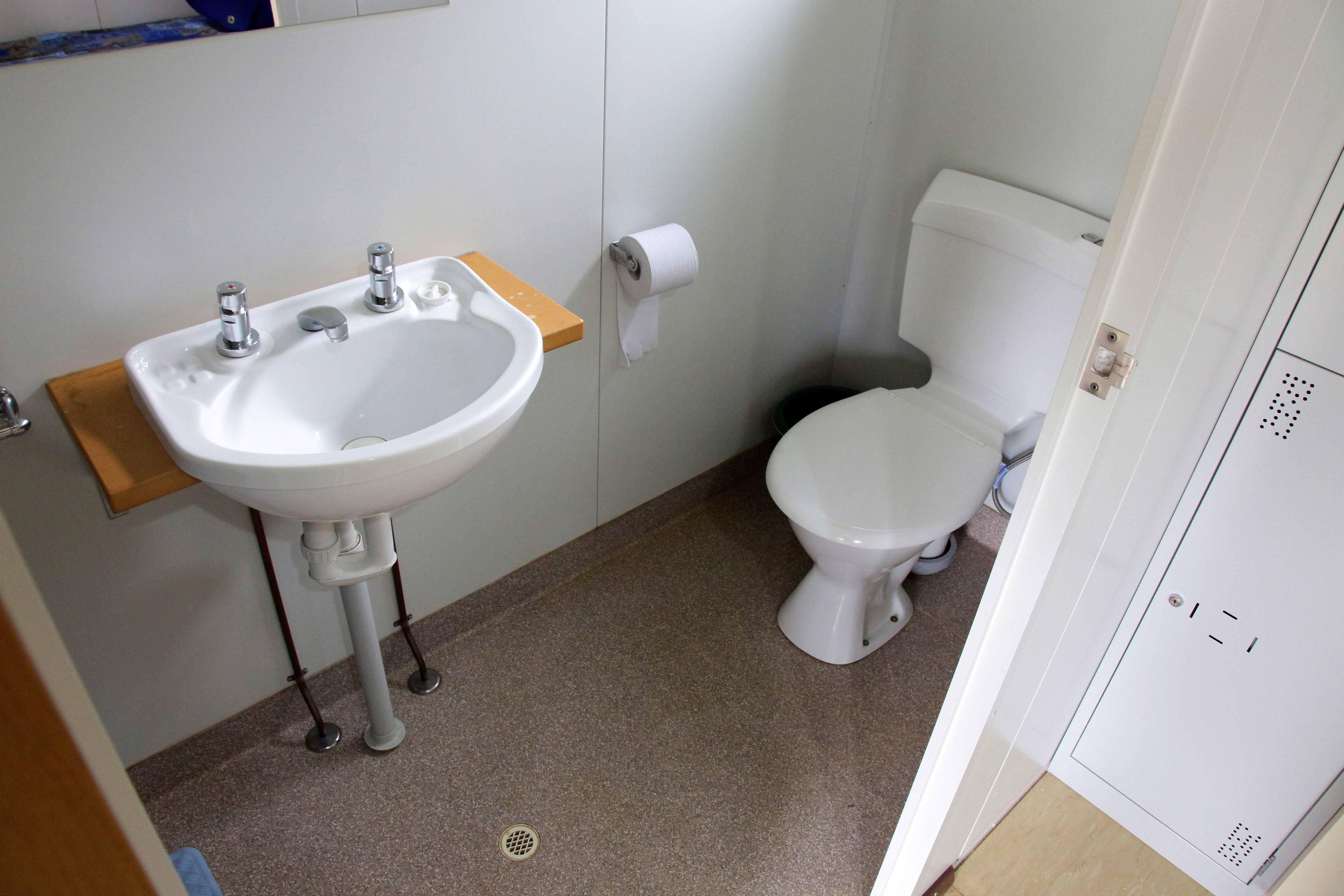
Toilette mit Waschgelegenheit

Die Schlafräume werden mit zwei Personen belegt. Sie enthalten ein Doppelstockbett, einen kleinen Kühlschrank, ein Fernsehgerät und je einen Schrank. An den Schlafraum schließt sich eine Toilette an. Nach einer Inspektion der Australischen Menschenrechtskommission im Mai 2017 werden die Wohnräumlichkeiten von einzelnen Insassen als zu klein kritisiert und die Betten seien zu schmal.
Jeder Lagerkomplex hat einen Raum mit mehreren Waschmaschinen, einen Gemeinschaftsraum mit Kochnische, Sitzgelegenheiten und Fernsehgerät. Im Außenbereich sind Gärten angelegt.

### Freizeitgestaltung

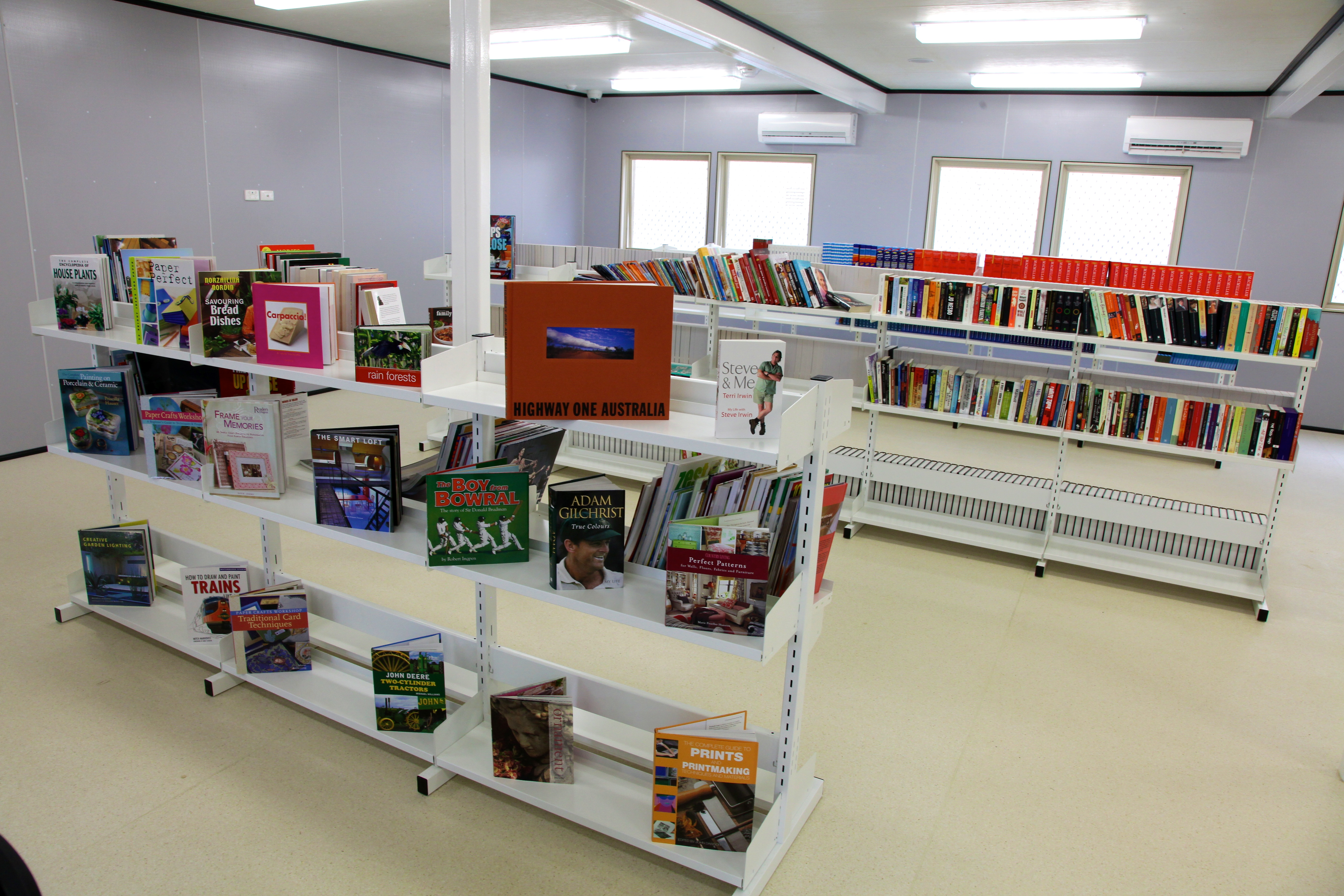
Lesebücherei

Für die Freizeitgestaltung der Insassen gibt es Angebote für Englischunterricht, Sportaktivitäten, Kochen, Kunst und Gestaltungsübungen, Musikunterricht und gemeinschaftliche Spiele und Sportaktivitäten.
In jedem Lagerkomplex sind vorhanden eine Mensa, einen Fernsehraum, Spielräume (z. B. mit Poolbillardtischen), einen Raum für künstlerische und kunsthandwerkliche Gestaltung, weitere Unterrichtsräume und eine Lesebücherei. Des Weiteren wird ein Raum zum Beten vorgehalten. Alle Räume sollen für diese Zwecke mit entsprechenden Gegenständen bzw. Material entsprechend ausgestattet sein.
Begleitete Exkursionen werden angeboten, beispielsweise Wanderungen und Schwimmen, aber auch Besuche von Wildparks, Museen und Gärten.

### Verpflegung
Brot, Mehl und Milch kann in den einzelnen Lagerkomplexen individuell rund um die Uhr erhalten werden. Das Essen wird in der zentralen Küche des Lagers vorbereitet und in den jeweiligen Mensagebäuden ausgegeben. Die Kochmöglichkeiten in den einzelnen Räumen der Insassen sind begrenzt. Essen aus der Mensa darf nicht in die eigenen Wohnräume mitgenommen werden. Mehrere Insassen kritisieren laut der australischen Menschenrechtskommission, dass das Essen nicht entsprechend vielfältig und gesund sei.

### Punkte als Zahlungsmittel
Punkte werden als Zahlungsmittel eingesetzt, die wöchentlich ausgegeben werden. Die Lagerinsassen erhalten 25 Punkte je Woche zum Erwerb von Zigaretten, Drinks, Snacks, Telefonkarten und Hygieneartikeln. Durch die Teilnahme an Aktivitäten können weitere 25 Punkte erhalten werden und weitere 10 Punkte für gutes Verhalten.

### Sicherheit
Betrieben im Auftrag des australischen Staats wird das Lager von der privaten Firma Serco Security. Das Personal dieser Sicherheitsfirma trägt meistens Bodycams, ist ausgerüstet mit Plastik-Einwegfesseln und trägt persönliche Schutzausrüstungen (Körperschutzmittel, Helme und Schilder), wenn dies für erforderlich gehalten wird. Sie tragen jedoch keine Waffen.
Einige Insassen fühlen sich laut der australische Menschenrechtskommission unsicher und berichten von Raufereien, Selbstverletzungen und Suizidversuchen. Befragte Insassen nehmen laut der australischen Menschenrechtskommission an, dass einige der Insassen einen kriminellen Hintergrund haben und drogenabhängig sind. Befragte Personen gaben auch an, dass die Auswirkungen der Einwanderungshaft ihre Mentalität und Verhalten negativ beeinflusst und sie unsicher mache. Die australische Menschenrechtskommission erhielt auch einzelne Hinweise von Mobbing und Gewaltanwendung untereinander und durch das Sicherheitspersonal.

## Gesundheitsbetreuung

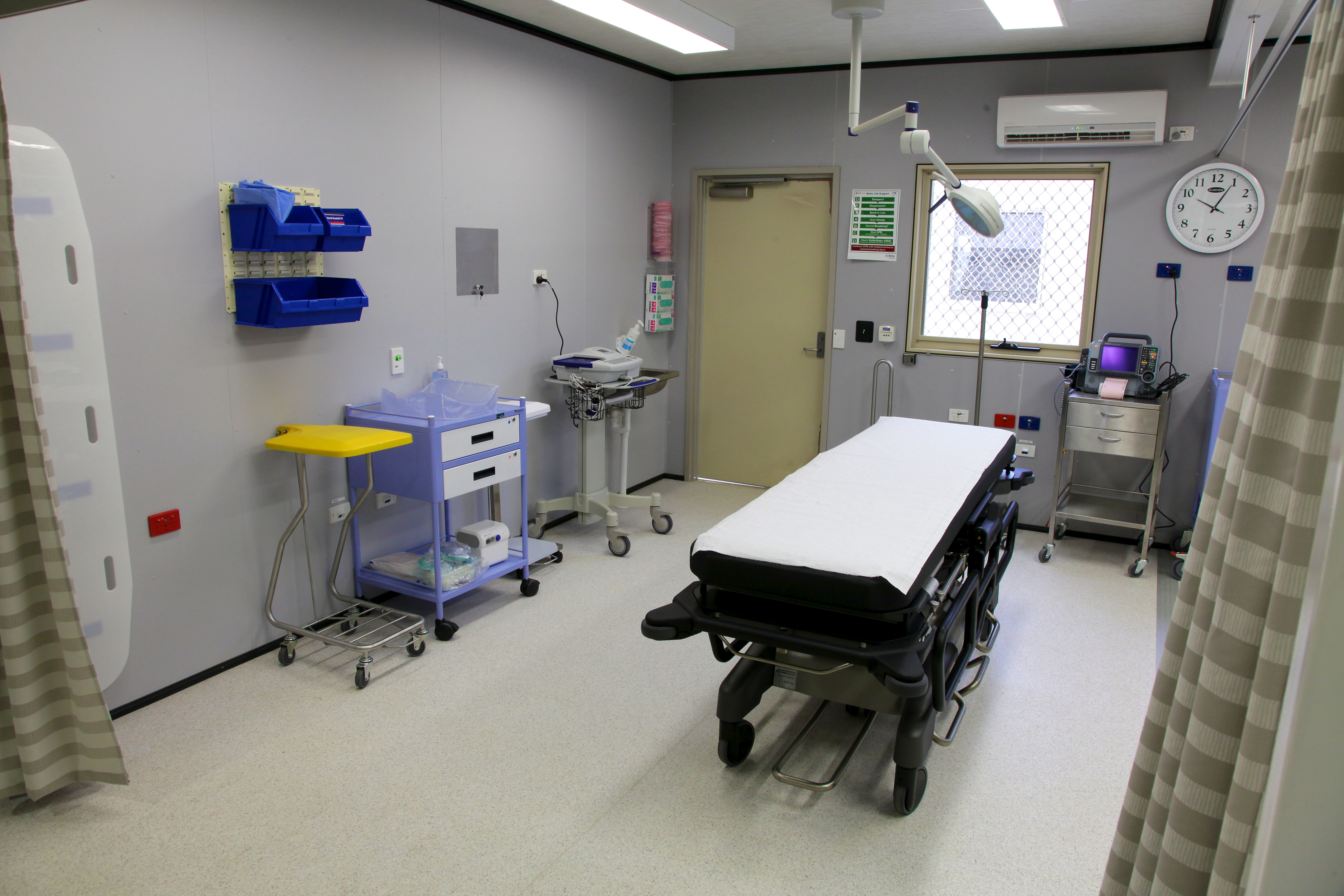
Medizinischer Behandlungsraum

Es gibt eine medizinisch gut ausgestattete Klinik im Lager, die von Montag bis Freitag geöffnet und mit einem Allgemeinarzt in Vollzeit und neun Krankenschwestern besetzt ist.

## Kommunikation nach außen

### Telefon

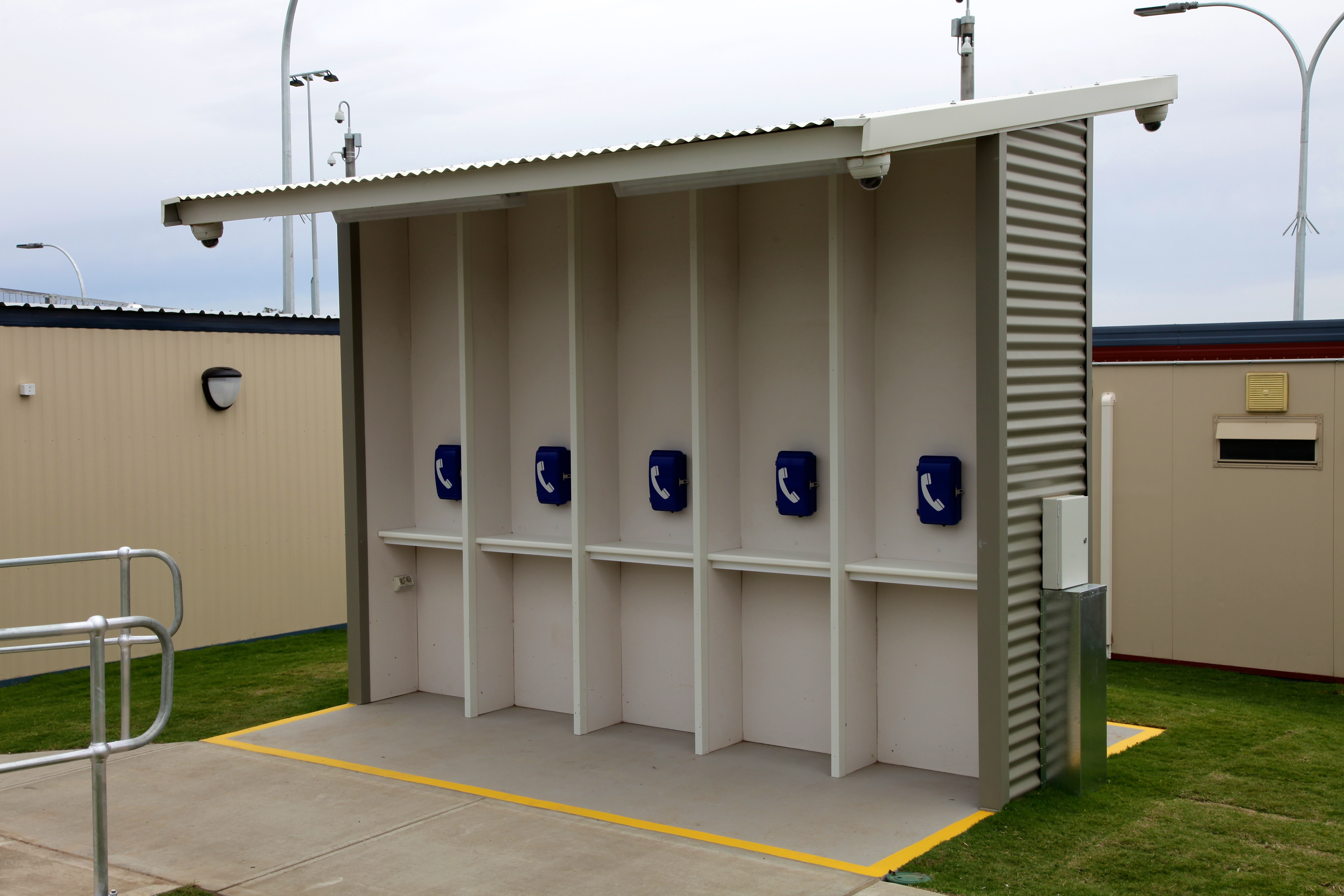
Telefone im Außenbereich

Im Februar 2017 änderte das australische Department of Immigration and Border Protection (DIBP) seine Politik für Telefone. Dies unternahm DIBP angeblich nach Medieninformationen. Denn Insassen der Lager hätten mit mobilen Telefonen kriminelle Aktivitäten organisiert, andere Insassen traktiert, Unruhen kreiert sowie diese eskaliert und Pläne zum Ausbruch mit Unterstützung von außen vorbereitet. Entsprechend dieser Weisung mussten Insassen des Lagers ihre Mobiltelefone abgeben. Mitte Februar hob der Federal Court of Australia diese ministeriale Entscheidung auf. Einige Insassen, die die Telefone bereits abgeben hatten, erhielten sie jedoch nicht zurück. Der australischen Menschenrechtskommission wurde auch berichtet, dass einigen Insassen bereits kurz nach ihrer Ankunft die mobilen Telefone abgenommen worden waren. Die australische Menschenrechtskommission betonte, dass für diese Verhaltensweise keinerlei rechtliche Grundlage vorliege.
Telefone mit Festnetzanschluss sind frei verfügbar.

### Internet

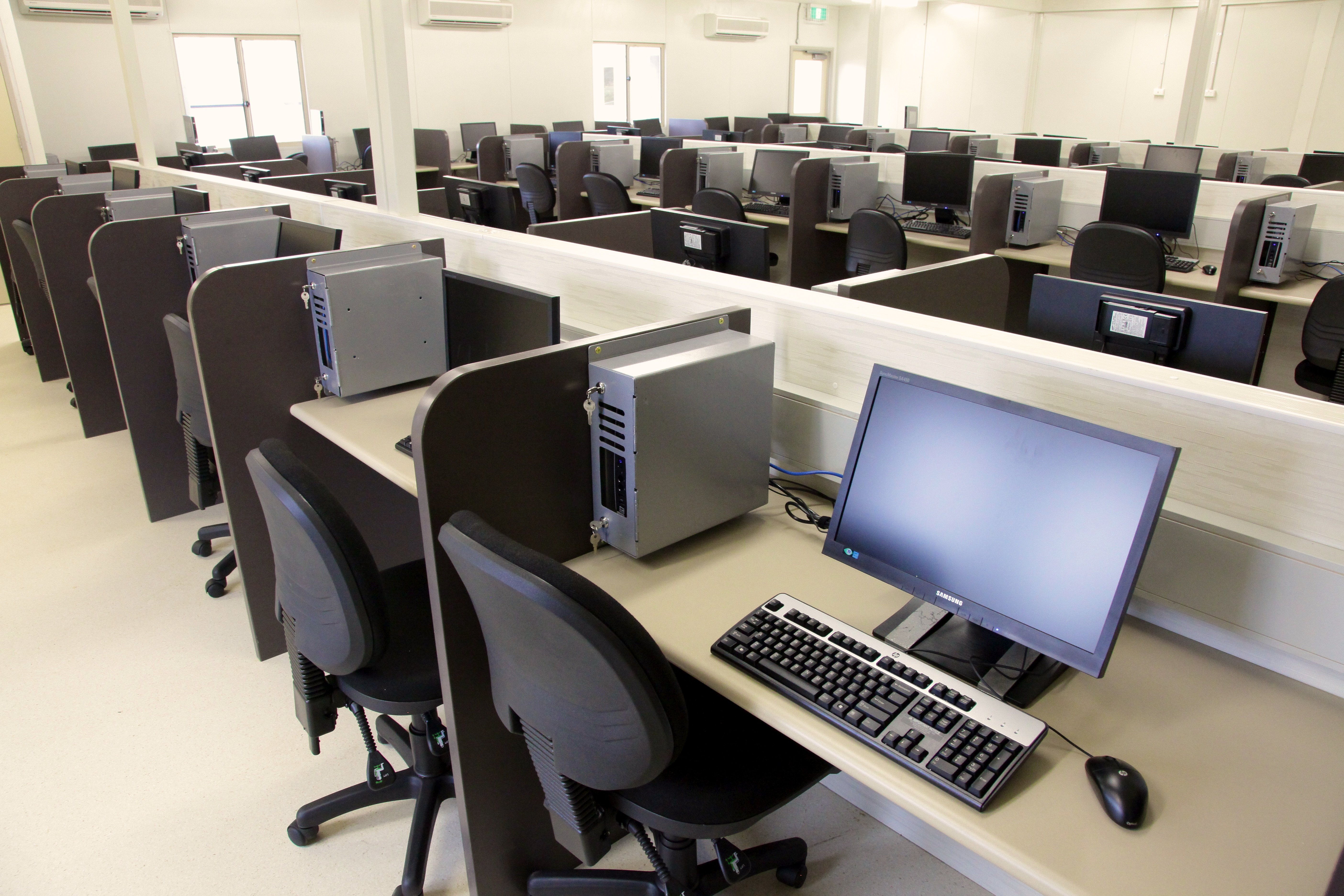
Computerraum

Internetzugang mit Personal Computern ist in einem Computerraum im Hauptgebäude möglich. Jeder Insasse kann diese Computer 1 ½ Stunden je Tag oder 10 Stunden insgesamt in der Woche nutzen. Die australische Menschenrechtskommission stellte fest, dass es Beschwerden über die Computernutzung sowohl aus unterschiedlichen wie auch aus berechtigten Gründen gebe. Genannt wurde vor allem der Kommission ein fehlender Schutz persönlicher Gespräche im Internet und die unterschiedliche Funktionstüchtigkeit dieser Computer.

### Besuche
Besuche von Freunden oder Angehörigen sind im Lager möglich, sie finden in gesonderten Räumen statt. Räume für persönliche Unterhaltung der Häftlinge untereinander werden ebenso vorgehalten.

### Beschwerden
Die in Einwanderungshaft befindlichen Personen haben das Recht sich über Haftbedingungen und über Rechtsverstöße gegen sie bei nationalen und internationalen Organisationen zu beschweren. Die australische Menschenrechtskommission schlug vor, dass die Lagerinsassen über diese Rechte besser informiert werden sollten, und schlug auch entsprechende Maßnahmen vor.

## Haftdauer
Teilweise wurde von der australischen Menschenrechtskommission festgestellt, dass zwar einige Insassen erst kurze Zeit im Lager seien. Allerdings sei die Hälfte der Befragten bereits seit einem Jahr im Lager, in einigen Fällen sogar wesentlich länger, teilweise sogar zwei Jahre und mehr.

## Alternativen zur Einwanderungshaft
Die Übereinkunft der australischen Regierung mit der australischen Menschenrechtskommission strebt in bestimmten Fällen andere Regelungen als Einwanderungshaft für einen bestimmten Personenkreis an, dies beträfe vor allem Kinder und andere entsprechende Personen. Dabei sollten diese Personen entweder in Gemeinschaftsunterkünften außerhalb untergebracht werden oder sogenannte Bridging Visa erhalten. Ein Bridging Visa ist eine zeitlich begrenzte Aufenthaltsgenehmigung, in der Personen ihr Anliegen vorbringen können. Denn bei Anwendung dieses Vorschlags habe sich gezeigt, dass der Status der betroffenen Personen wesentlich schneller geklärt werden kann.

## Bearbeitung der Asylanträge
Die Asylanträge der Lagerinsassen werden von persönlichen Fallmanagern des DIBP bearbeitet und betreut. Sie sollen sich auch um das Wohlergehen der betreuten Personen kümmern. Diese Aufgabe werde der australischen Menschenrechtskommission zufolge unzureichend erfüllt. Eine signifikante Anzahl von Insassen beschwerte sich über den Einsatz der Fallmanager: Dies beträfe sowohl deren geringe Hilfestellung als auch ihre Unkenntnis darüber, wer nun für sie zuständig sei und wie man Kontakt zu ihm aufnehmen könne. Ferner gebe es einen häufigen Personenwechsel durch die betreuenden Fallmanager im zeitlichen Verlauf der Antragsbearbeitung.

## Aktuelle Situation

### Sexuelle Übergriffe
Am 18. September wurde in der australischen Presse über einen sexuellen Übergriff berichtet, den ein Angestellter von Serco im Lager beging. Den Vorfall hatte die Betroffene der Australian Federal Police (AFP) (Australische Bundespolizei) gemeldet. Diese habe aber nichts unternommen, weil die AFP nur tätig werden könne, wenn der Australia Border Force (AFB) (Australischer Grenzschutz) der Vorfall bekannt sei und diese den Zugang ins Lager ermögliche. Dies sei nicht geschehen und aufgrund dieser Kompetenzprobleme sei nichts unternommen worden.

### Unruhen
Anfang September 2018 kam es zu Unruhen im Lager. Ein 21-jähriger Iraker, der im Lagerkomplex Falcon untergebracht war und bereits mehrere Selbstmordversuche unternommen hatte, wurde nach einem Krankenhausaufenthalt ins Lager zurückgebracht. Kurz darauf fand man in tot in seiner Zelle. Nachdem ein Insasse aus dem Lagerkomplex Hawk sich nach dem jungen Mannes erkundigte und keine Auskunft erhalten habe, kam es zu Unruhen im Lager. Im Verlauf dieser Unruhe kam es zu Brandstiftungen und Vandalismus, die eine kleine Gruppe von Häftlingen verursachte, entsprechend der Angaben offizieller Stellen. Das Feuer wurde von 20 Feuerwehrleuten bekämpft, es kam zu erheblichen Gebäude- und Sachschäden. Einige der an der Unruhe beteiligten Insassen mussten, nachdem sie in Gewahrsam genommen worden waren, mit Handfesseln auf dem Flurboden die Nacht verbringen und wurden anschließend über das Netzwerk der australischen Flüchtlingslager verteilt. Ein großer Teil von ihnen kam ins weit entfernte Christmas Island Immigration Reception and Processing Centre.
Dies war nicht die erste Unruhe in diesem Lager, denn es kam bereits im März 2015 nach einer Auseinandersetzung unter den Häftlingen zu Unruhen. In der Folge dieser Unruhen musste ein Mann aus Nigeria in einem kritischen Zustand ins Krankenhaus eingeliefert werden.
Nach Presseinformationen vom 16. Januar 2019 sollten sich 300 Lagerinsassen bereits am 3. Tag in einem Hungerstreik befinden, weil diese der Auffassung waren, dass ihre Menschenrechte verletzt worden wären. Die für die Verfolgung derartige Umstände zuständige Australian Border Force gab am 22. Januar 2019 bekannt, dass es sich dabei um eine Fehlmeldung der Presse handle, denn niemand befände sich im Hungerstreik. Am 26. Februar 2019 veröffentlichte die Presse, dass sich etwa 100 Insassen im Lager im Hungerstreik befänden. Als Beleg für den Streik hatten die Lagerinsassen eine Resolution an das Department of Home Affairs und an die Presse in Perth gesandt und in der Resolution betont, dass sie sich seit dem 14. Januar in einem friedlichen Protest befänden. Dieser dauere mittlerweile 43 Tage und der gleiche friedliche Protest fände ebenso im Villawood Immigration Detention Centre in Sydney und im Maribyrnong Immigration Detention Centre bei Melbourne statt.